# 왕창 (테니스 선수)
왕창(중국어 간체자: 王蔷, 병음: Wáng Qiáng, 1992년 1월 14일~)은 중국의 여자 프로 테니스 선수이다.
왕창은 2007년 일본에서 ITF 서킷 투어에 처음 데뷔했다. 2013년 말레이시아 오픈에서 당시 세계 랭킹 10위이던 1번 시드 카롤리네 보즈니아키를 꺾으며 이름을 알리기 시작했다. 그리고 2017년 처음으로 연말 랭킹 50위 안에 안착했다.
2018년 2월에는 두바이 테니스 챔피언십에서 키키 베르턴스를 꺾었으며 같은 해 5월에 열린 프랑스 오픈 1회전에서는 당시 세계 랭킹 9위이던 비너스 윌리엄스를 꺾었다. 7월에는 장시 오픈에서 우승하여 'WTA 2018년 7월의 기량 발전 선수'에 선정되었으며, 9월에는 광저우 오픈에서 우승하며 세계 랭킹을 34위까지 끌어올렸다.